# Paralecanium calophylli
Paralecanium calophylli är en insektsart som först beskrevs av Green 1904.  Paralecanium calophylli ingår i släktet Paralecanium och familjen skålsköldlöss.
Artens utbredningsområde är Sri Lanka. Inga underarter finns listade i Catalogue of Life.